# Shred (commande unix)
Pour les articles homonymes, voir shred (homonymie).
shred est une commande unix qui permet d'effacer définitivement le contenu d'un fichier (ou d'une partition) sans possibilité de récupération. Pour y arriver, il y a écritures répétitives et aléatoires dans le fichier.
Cette commande existe sur linux, BSD, Solaris et AIX.

## Détails techniques

### Fichiers
L'option -u (ou --remove) permet de supprimer le fichier après sa réécriture.

### Partitions
La commande peut aussi s'appliquer à un disque entier ou à une partition.
Exemple : # shred -n 50 -z -v /dev/sdaX
où X désigne le numéro de partition.
L'option :
-n 50 indique dans ce cas que le fichier sera réécrit 50 fois.
-z indique que le fichier sera réécrit avec des zéros pour dissimuler l'opération.
-v indique que l'on souhaite suivre l'état d'avancement de la commande.